# 温尼伯詹姆斯·阿姆斯特朗·理查森国际机场
温尼伯詹姆斯·阿姆斯特朗·理查森国际机场（英語：Winnipeg James Armstrong Richardson International Airport）是加拿大马尼托巴省省会温尼伯的国际机场，是该国第八繁忙的机场，以在该城度过大半生的安大略省京士頓女王大学校监小詹姆斯·阿姆斯特朗·理查森的名字命名。